# Sac de Rome (1084)
Pour les autres pillages de la ville de Rome, voir sac de Rome.

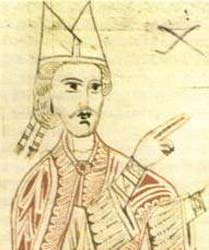
Grégoire VII

Le sac de Rome de 1084 est le saccage de la ville de Rome par les Normands de Robert Guiscard, duc d’Apulie, venu du sud à l’appel du pape. C’est l’un des épisodes les plus sanglants de la querelle des Investitures, qui oppose la papauté et le Saint-Empire romain germanique aux XIe et XIIe siècles et atteint son apogée sous les règnes du pape Grégoire VII et de l’empereur Henri IV du Saint-Empire.

## Contexte historique

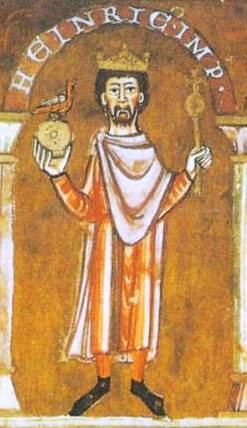
Henri IV du Saint-Empire

En 1075, Henri IV nomme un nouveau titulaire pour l’archidiocèse de Milan, suscitant une réaction immédiate de Grégoire VII qui en février 1076 émet contre l’empereur un décret d’excommunication et prononce sa déchéance du trône. Henri, craignant pour la stabilité de son pouvoir, se soumet à l’humiliation de Canossa en 1077 cherchant à obtenir le pardon papal et la révocation du décret pris à son encontre.
La pénitence de Canossa ne met toutefois pas fin à la dispute, qui s’envenime même quand Grégoire soutient l’élection d’un antiroi des Romains (Rodolphe de Rheinfelden) et quand Henri dans le même temps appuie l’élection d’un antipape sous le nom de Clément III.
Finalement, renforcé par la mort de Rodolphe à la bataille de Hohenmölsen, Henri IV décide de trancher le conflit qui l’oppose au pape en occupant Rome en 1083, contraignant Grégoire VII à chercher refuge au château Saint-Ange. L'empereur germanique, se considérant légitime successeur d’Auguste et de Charlemagne, fixe sa résidence au Capitole.
Après quelques mois de négociations infructueuses, le pape appelle à son secours Robert Guiscard, qui se trouve dans les Balkans occupé à combattre les Byzantins d’Alexis I Comnène. Le Normand, répondant à son appel, se met en route vers Rome à la tête d'une armée de 36 000 hommes. Un élément de compréhension quant à la tournure imprévue de son intervention tient à la composition de son armée. Robert Guiscard, ne voulant pas dégarnir le front des guerres byzantino-normandes, décide de recruter des mercenaires sarrasins de Sicile, devenus ses sujets après sa conquête de l'île méditerranéenne entre 1060 et 1091. Or, ces derniers, musulmans, n'avaient aucune motivation à secourir le pape, et étaient bien plus intéressés par la possibilité d'un butin de guerre.

## Le sac de la ville

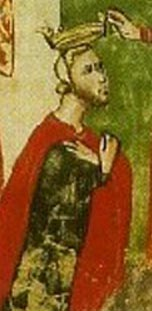
Robert Guiscard

Apprenant l'arrivée de l'armée de Robert Guiscard l'empereur germanique, inquiet, se retire trois jours avant l'arrivée de cette dernière, mais la résistance d'une faction impériale force néanmoins Robert à prendre la ville d'assaut. Celui-ci eut lieu en deux temps :
- Un premier assaut vise à éliminer les soldats impériaux allemands postés dans la ville et les romains qui leur étaient favorables. Ne sachant pas différencier les habitants favorables à l'empereur germanique ou au pape, les Normands massacrent la plupart de ceux qu'ils trouvèrent sur le chemin du château Saint-Ange, où était confiné le pape Grégoire VII. Lorsque les Normands délivrent ce dernier, Rome est déjà largement en ruines[1].
- Des Romains se soulevèrent par vengeance, relançant les affrontements avec les Normands qui reprirent facilement l'avantage. Les massacres redoublèrent de violence, et n'ayant plus d'objectif stratégique (le pape étant libéré), les soldats se focalisèrent sur le pillage de la ville et capturèrent un grand nombre d'habitants qu'il vendirent comme esclaves[1]. Des soldats musulmans de Robert Guiscard saisirent cette occasion de dépouiller et de profaner des sites sacrés et incendier des églises[3].

Après trois jours de massacres et de pillages, Rome est dévastée, la zone comprise entre le Colisée, l’Aventin, le Latran et l’Esquilin étant particulièrement ravagée ; les basiliques de Saint-Clément, des Quatre-Saints-Couronnés et des Saints-Jean-et-Paul sont mises à sac et détruites. Toute la zone de la ville de Rome concernée par le saccage reste longtemps inhabitée, la population préférant se rassembler dans une boucle du Tibre proche de la forteresse de la Mole Adriana et de la citadelle du Vatican ; le sac de 1084 est l’événement à l’origine de l’isolement progressif du Latran par rapport au noyau urbain de Rome et de l’installation du Saint-Siège au Vatican, qui n’en bougera plus après le retour de la papauté d’Avignon.
Grégoire VII ne retire aucun bénéfice de l’intervention des Normands, devant même fuir devant la colère de la population romaine. Il meurt à Salerne en 1085.

## Crédit d'auteurs
- (it)/(en) Cet article est partiellement ou en totalité issu des articles intitulés en italien « Sacco di Roma (1084) » (voir la liste des auteurs) et en anglais « Sack of Rome (1084) » (voir la liste des auteurs).